# Simon Elliott
Simon John Elliott (Wellington, 1974. június 10.) Új-Zélandi válogatott labdarúgó.

## Sikerei, díjai

### Klub
- Los Angeles Galaxy
  - CONCACAF-bajnokok ligája: 2000
  - Amerikai kupa: 2001
  - Supporters' Shield: 2002
  - MLS Cup: 2002

### Válogatott
- Új-Zéland
  - OFC-nemzetek kupája: 2002, 2008